# RADICAL PARTY -7ORDER-
『RADICAL PARTY -7ORDER-』（ラジカルパーティーセブンオーダー）は、7ORDER projectの映像作品。2020年8月24日にネルケプランニングから発売。

## 概要
森田美勇人の初主演舞台であり、舞台「7ORDER」のスピンオフ作品。劇中の振り付けや衣装なども、森田自身がセルフプロデュースしている。本作の劇中歌であった「Make it true」「What you got」は、後に7ORDERの楽曲としてアルバムONEに収録された。また7ORDERのオリジナル楽曲である「LIFE」にアレンジをかけた劇中歌「LIFE（Dance Remix）」はSabãoflowerのカップリングとしてCD化された。1幕では舞台「7ORDER」の1年前を描いており、夢や希望を失った人々が過ごすZコロニーでの出来事を描く。2幕はショータイムとなっており、7ORDERのメンバーである安井謙太郎、阿部顕嵐も日替わりでゲスト出演した。

### 特典
- 先着特典 - ロゴステッカー （対象店舗別の全1種）[1]

## キャスト
- ミュート - 森田美勇人
- アゾ - 仲万美
- ドギー - 丞威
- ワック - 福澤侑
- ポップ - 石橋弘毅
- ブレイク - 網代聖人
- シンドウ・タケル - 石垣佑磨
- 荒川湧太
- 五十嵐胤人
- 植月泰匡
- 勝木湧也
- 竹内秀明
- TEKO
- 本間勇二ロイド
- 吉田邑樹

## スタッフ
- 脚本 - 丸尾丸一郎（劇団鹿殺し） / 河西裕介
- 演出 - JUNA

## 収録内容

### DISC1
RADICAL PARTY -7ORDER-
- 1幕（舞台本編）
- 2幕（ライブ）

### DISC2
1. バックステージ